# Шведський календар
Шведський календар — календар, який використовували у Швеції в період із 29 лютого (11 березня) 1700 року по 29 лютого (11 березня) 1712 року (у самому шведському календарі цього періоду відповідали дати з 1 березня 1700 року за 30 лютого 1712 року). Він випереджав на один день юліанський календар і відставав на 10 днів від григоріанського. 

## Історія
До 1700 року у Швеції, як і в інших протестантських, а також православних країнах, дотримувалися юліанського календаря, який відрізнявся від григоріанського на той момент на 10 днів. 1700 року різниця між старим і новим численням мала досягти 11 днів. У листопаді 1699 року у Шведському королівстві було прийнято рішення перейти з юліанського календаря на григоріанський. Однак шведи не стали стрибати на 11 накопичених на той час днів уперед. Бажаючи зберегти колишню різницю в 10 днів, шведський король Карл XII наказав вважати 1700 рік (високосний) простим, тобто відкинути день 29 лютого. Надалі було вирішено робити перехід поступово, пропускаючи високосні роки протягом 40 років, тобто всі ці роки після 28 лютого мало йти 1 березня і кожні 4 роки вони на один день наближалися б до григоріанського календаря. Однак, попри прийнятий план, 1704 і 1708 роки були високосними. Через це протягом 11 років шведський календар випереджав на один день юліанський календар, але відставав на десять днів від григоріанського. Тому в початковий період Північної війни шведський календар був на один день попереду російського числення за старим стилем і водночас відставав на 10 днів від європейського. Проте шведські історики дотримувалися цього числення, що надалі не раз викликало плутанину в історіографії цієї війни.
У 1711 році Карл XII вирішив остаточно відмовитися від реформи календаря і повернутися до юліанського літочислення. Для цього в 1712 році в лютому були додані два дні й таким чином у Швеції з'явилася незвичайна дата — 30 лютого.
Остаточно Швеція перейшла на григоріанський календар у 1753 році звичайним для всіх країн способом: день, наступний за 17 лютого, оголосили 1 березня. 